# Don't Shoot Me Santa
«Don't Shoot Me Santa» (en español, «No me dispares Santa») es una canción de la banda estadounidense de rock indie The Killers, fue escrita por los miembros de la banda y producida por Alan Moulder y Stuart Price para la campaña contra el sida (PRODUCT)RED encabezada por el cantante irlandés Bono y Bobby Shriver. Esta es la segunda canción navideña hecha por la banda para dicha campaña, la anterior fue A Great Big Sled en el 2006. 

## Información general
"Don't Shoot Me Santa" es la segunda canción de The Killers para la campaña (PRODUCT)RED encabezada por el cantante irlandés Bono y Bobby Shriver. La canción cuenta con la colaboración de Ryan Parday, quien ya había colaborado en el video musical de "A Great Big Sled", Parday hace el papel de Santa Claus en la canción y en el video musical, también interpretó en vivo la canción junto a la banda en "Almost Acoustic Christmas" en diciembre de 2007, durante el show bailo junto a Brandon Flowers y le disparó con una pistola de agua.
La letra de la canción es sobre un niño que se ha portado mal durante todo el año y Santa Claus ahora quiere dispararle por su mal comportamiento, la canción plantea a un Santa Claus un tanto malvado, la música contiene un estilo de rock con sonidos navideños de campanas y de cascabeles.

## Video musical
El video musical para "Don't Shoot Me Santa" fue dirigido, editado y coproducido por el actor y director Matthew Gray Gubler quien también es originario de Las Vegas al igual que la banda. 
El video musical comienza en el desierto con un títere de Brandon Flowers y otro de Santa cantando las primeras líneas de la canción, como una especie de miniescenario en el remolque de Santa. Después aparece Ryan Pardey quien hace el papel de Santa gritando "I've got a bullet in my gun!"(tengo una bala en mi pistola) y después corre hacia Brandon Flowers quien parece estar secuestrado y atado a una silla por el Santa quien parece ser malvado, durante el video también aparecen The Killers cantando en un escenario con decoración navideña, también se puede ver a Santa llevando a Brandon Flowers en un auto rojo, ya al final aparece Santa cavando una tumba para Brandon Flowers quien finalmente es rescatado por los otros miembros de la banda y escapan en el auto de Santa. Al final del video aparece un mensaje que dice "feliz Navidad".

## Lista de canciones
1. «Don't Shoot Me Santa» – 4:04
2. «Don't Shoot Me Santa» (Enhanced video) – 4:33

## Posicionamiento
| Listas de popularidad 2007 |                             |          |
| País                       | Lista                       | Posición |
| Canadá                     | Canadian Hot 100            | 23       |
| Estados Unidos             | Billboard Hot Digital Songs | 58       |
| Estados Unidos             | Billboard Pop 100           | 73       |
| Irlanda                    | IRMA Singles Chart Top 50   | 49       |
| Reino Unido                | UK Singles Chart Top 40     | 34       |